# Championnats d'Afrique d'athlétisme 1989
Navigation
Les 6es Championnats d'Afrique d'athlétisme ont eu lieu du 4 au 8 août 1989 au Lagos National Stadium de Lagos, au Nigéria. La compétition, organisée par la Confédération africaine d'athlétisme, réunit 308 athlètes issus de 27 pays.

## Résultats

### Hommes
| Event                 | Or                             | Argent                            | Bronze                           |
| --------------------- | ------------------------------ | --------------------------------- | -------------------------------- |
| 100 mètres            | Amadou M'Baye 10 s 60          | Salaam Gariba 10 s 64             | Patrick Nwankwo 10 s 66          |
| 200 mètres            | Olapade Adeniken 20 s 74       | Davidson Ezinwa 20 s 82           | Nelson Boateng 20 s 84           |
| 400 mètres            | Gabriel Tiacoh 45 s 25         | Simeon Kipkemboi 46 s 29          | Hachim Ndiaye 46 s 69            |
| 800 mètres            | Nixon Kiprotich 1 min 45 s 71  | Joseph Chesire 1 min 45 s 96      | Babacar Niang 1 min 46 s 09      |
| 1 500 mètres          | Joseph Chesire 3 min 39 s 43   | Robert Kibet 3 min 40 s 05        | Nixon Kiprotich 3 min 41 s 51    |
| 5 000 mètres          | John Ngugi 13 min 22 s 07      | Addis Abebe 13 min 35 s 09        | Moses Tanui 13 min 36 s 79       |
| 10 000 mètres         | Addis Abebe 27 min 51 s 07     | Moses Tanui 28 min 22 s 90        | Bedilu Kibret 28 min 29 s 14     |
| Marathon              | Tsegaye Segne 2 h 26 min 26    | Kebede Balcha 2 h 26 min 35       | Tekla Gebrselassie 2 h 26 min 55 |
| 3000 mètres steeple   | Azzedine Brahmi 8 min 31 s 29  | Micah Boinett 8 min 31 s 79       | Boniface Merande 8 min 35 s 35   |
| 110 mètres haies      | Ikechukwu Mbadugha 14 s 16     | Noureddine Tadjine 14 s 18        | Akwasi Abrefa 14 s 56            |
| 400 mètres haies      | Henry Amike 49 s 58            | Hamadou Mbaye 50 s 76             | Saïd Aberkan 50 s 84             |
| Saut en hauteur       | Othmane Belfaa 2,20 m          | Abdenour Krim 2,15 m              | Boubacar Guèye 2,10 m            |
| Saut à la perche      | Sami Si Mohamed 4,90 m         | Issam Ben Mohamed 4,80 m          | Samir Agsous 4,60 m              |
| Saut en longueur      | Yusuf Alli 8,27 m              | Ayodele Aladefa 7,89 m            | Badara Mbengue 7,88 m            |
| Triple saut           | Eugene Koranteng 16,83 m       | Toussaint Rabenala 16,80 m        | Paul Nioze 16,74 m               |
| Lancer du poids       | Robert Welikhe 17,28 m         | Chima Ugwu 16,76 m                | Vincent Oghene 16,62 m           |
| Lancer de disque      | Hassan Ahmed Hamad 53,44 m     | Vincent Oghene 52,98 m            | Ikechukwu Chika 50,70 m          |
| Lancer du marteau     | Hakim Toumi 69,98 m            | Hassan Chahine 66,86 m            | Djamel Zouiche 63,52 m           |
| Lancer du javelot     | Pius Bazighe 68,96 m           | Mongi Alimi 68,42 m               | William Sang 68,06 m             |
| Décathlon             | Mourad Mahour Bacha 7080 pts   | Hatem Bachar 6757 pts             | Stanley Flowers 6519 pts         |
| 20 km marche          | Mohamed Bouhalla 1 h 30 min 43 | Abdelwahab Ferguène 1 h 36 min 49 | Bekele Lema 1 h 45 min 25        |
| Relais 4 × 100 mètres | Nigeria 39 s 94                | Kenya 40 s 78                     | Côte d'Ivoire 40 s 91            |
| Relais 4 × 400 mètres | Kenya 3 min 04 s 44            | Nigeria 3 min 05 s 54             | Sénégal 3 min 08 s 18            |

### Femmes
| Épreuve               | Or                                                                             | Argent                           | Bronze                               |
| --------------------- | ------------------------------------------------------------------------------ | -------------------------------- | ------------------------------------ |
| 100 mètres            | Mary Onyali 11 s 22                                                            | Tina Iheagwam 11 s 28            | Rufina Uba 11 s 47                   |
| 200 mètres            | Mary Onyali 23 s 00                                                            | Falilat Ogunkoya 23 s 74         | Lalao Ravaonirina 23 s 94            |
| 400 mètres            | Falilat Ogunkoya 51 s 22                                                       | Fatima Yusuf 52 s 30             | Airat Bakare 52 s 38                 |
| 800 mètres            | Hassiba Boulmerka 2 min 06 s 80                                                | Zewde Haile Mariam 2 min 08 s 20 | Emebet Shiferaw 2 min 09 s 30        |
| 1 500 mètres          | Hassiba Boulmerka 4 min 13 s 85                                                | Hellen Kimaiyo 4 min 16 s 42     | Emebet Shiferaw 4 min 20 s 81        |
| 3 000 mètres          | Hellen Kimaiyo 9 min 14 s 97                                                   | Jane Ngotho 9 min 15 s 43        | Luchia Yishak 9 min 24 s 31          |
| 10 000 mètres         | Jane Ngotho 33 min 05 s 60                                                     | Tigist Moreda 34 min 05 s 58     | Marcianne Mukamurenzi 34 min 09 s 48 |
| 100 mètres haies      | Dinah Yankey 13 s 68                                                           | Hope Obika 13 s 80               | Mosun Adesina 13 s 86                |
| 400 mètres haies      | Maria Usifo 55 s 45                                                            | Marie Womplou 57 s 57            | Zewde Haile Mariam 59 s 51           |
| Saut en hauteur       | Lucienne N'Da 1,81 m                                                           | Nkechi Madubuko 1,78 m           | Yasmina Azzizi 1,78 m                |
| Saut en longueur      | Chioma Ajunwa 6,53 m                                                           | Beatrice Utondu 6,20 m           | Christy Opara 6,18 m                 |
| Lancer de poids       | Hanan Ahmed Khaled 14,28 m                                                     | Mariam Nnodu 14,02 m             | Ann Otutu 13,88 m                    |
| Lancer de disque      | Zoubida Laayouni 51,14 m                                                       | Hanan Ahmed Khaled 50,32 m       | Nabila Mouelhi 46,80 m               |
| Lancer de javelot     | Chinweoke Chikwelu 52,18 m                                                     | Milka Johnson 50,32 m            | Yasmina Azzizi 48,16 m               |
| Heptathlon            | Yasmina Azzizi 5957 pts                                                        | Nacèra Zaaboub 5573 pts          | Chinweoke Chikwelu 5503 pts          |
| 5 km marche           | Agnetha Chelimo 26 min 36 s 18                                                 | Mercy Nyambura 27 min 08 s 58    | seulement 2 finalistes               |
| Relais 4 × 100 mètres | Nigeria Beatrice Utondu ? 44 s 60                                              | Ghana 45 s 40                    | Côte d'Ivoire 46 s 00                |
| Relais 4 × 400 mètres | Nigeria Airat Bakare Falilat Ogunkoya Charity Opara Fatima Yusuf 3 min 33 s 12 | Kenya 3 min 39 s 60              | Côte d'Ivoire 3 min 41 s 87          |

## Tableau des médailles
| Rang | Nation        | Or | Argent | Bronze | Total |
| ---- | ------------- | -- | ------ | ------ | ----- |
| 1    | Nigeria       | 14 | 12     | 9      | 35    |
| 2    | Algérie       | 9  | 4      | 4      | 17    |
| 3    | Kenya         | 8  | 11     | 4      | 23    |
| 4    | Éthiopie      | 2  | 4      | 7      | 13    |
| 5    | Ghana         | 2  | 2      | 2      | 6     |
| 6    | Côte d'Ivoire | 2  | 1      | 3      | 6     |
| 7    | Égypte        | 2  | 1      | 0      | 3     |
| 8    | Sénégal       | 1  | 1      | 5      | 7     |
| 9    | Maroc         | 1  | 1      | 1      | 3     |
| 10   | Tunisie       | 0  | 3      | 1      | 4     |
| 11   | Madagascar    | 0  | 1      | 1      | 2     |
| 12   | Rwanda        | 0  | 0      | 1      | 1     |
| 12   | Zimbabwe      | 0  | 0      | 1      | 1     |
| 12   | Seychelles    | 0  | 0      | 1      | 1     |